# Olavius
Genre
Olavius est un genre de vers oligochètes de la famille des Naididae.

## Liste d'espèces
Selon Catalogue of Life (3 août 2020) :
- Olavius abrolhosensis Erséus, 1997
- Olavius albidoides Erséus, 1997
- Olavius albidus (Jamieson, 1977)
- Olavius algarvensis Giere, Erséus & Stuhlmacher, 1998
- Olavius alius Erséus, 1984
- Olavius amplectens Erséus & Bergfeldt, 2007
- Olavius avisceralis (Erséus, 1981)
- Olavius avitatus Erséus, 2003
- Olavius bullatus Finogenova, 1986
- Olavius capillus Erséus, 1997
- Olavius caudatus (Erséus, 1979)
- Olavius clavatus (Erséus, 1981)
- Olavius comorensis (Erséus, 1981)
- Olavius cornuatus Davis, 1984
- Olavius crassitunicatus Finogenova, 1986
- Olavius curtus Erséus, 2003
- Olavius fidelis Erséus & Bergfeldt, 2007
- Olavius filithecatus (Erséus, 1981)
- Olavius finitimus Erséus, 1990
- Olavius fredi Erséus, 1997
- Olavius furinus Erséus, 2003
- Olavius fuscus Erséus, 1993
- Olavius geniculatus (Erséus, 1981)
- Olavius gierei Erséus, 1997
- Olavius hamulatus Erséus, 1997
- Olavius hanssoni Erséus, 1984
- Olavius ilvae Giere & Erséus, 2002
- Olavius imperfectus Erséus, 1984
- Olavius isomerus Erséus & Bergfeldt, 2007
- Olavius latus Erséus, 1986
- Olavius lifouensis Erséus & Bergfeldt, 2007
- Olavius loisae Erséus, 1984
- Olavius longissimus (Giere, 1979) - espèce type
- Olavius macer Erséus, 1984
- Olavius manifae Erséus, 1985
- Olavius mokapuensis Erséus & Davis, 1989
- Olavius montebelloensis Erséus, 1997
- Olavius muris Erséus, 2003
- Olavius nicolae Erséus & Giere, 1995
- Olavius nivalis Erséus & Bergfeldt, 2007
- Olavius paraloisae Erséus & Bergfeldt, 2007
- Olavius parapellucidus Erséus & Davis, 1989
- Olavius patriciae Erséus, 1993
- Olavius pellucidus Erséus, 1984
- Olavius planus (Erséus, 1979)
- Olavius pravus Erséus, 1990
- Olavius prodigus Erséus, 1993
- Olavius productus Erséus, 1997
- Olavius propinquus Erséus, 1984
- Olavius rallus Erséus, 1991
- Olavius rottnestensis Erséus, 1993
- Olavius separatus Erséus, 1993
- Olavius soror Erséus, 2003
- Olavius strigosus Erséus & Davis, 1989
- Olavius tannerensis Erséus, 1991
- Olavius tantulus Erséus, 1984
- Olavius tenuissimus (Erséus, 1979)
- Olavius ullae Erséus, 2003
- Olavius ulrikae Erséus, 2008
- Olavius vacuus Erséus, 1990
- Olavius valens Erséus, 1997
- Olavius verpa Erséus, 1985

## Étymologie
Le nom du genre Olavius a été choisi en l'honneur du Dr Olav Giere (d) (université de Hambourg) qui a décrit l'espèce type et qui a participé notamment à l'étude de la sous-famille des Phallodrilinae aux Bermudes.

## Publication originale
- (en) Christer Erséus, « Taxonomy and Phylogeny of the Gutless Phallodrilinae (Oligochaeta, Tubificidae), with Descriptions of One New Genus and Twenty-Two New Species », Zoologica Scripta, Wiley-Blackwell, vol. 13, no 4,‎ octobre 1984, p. 239-272 (ISSN 0300-3256 et 1463-6409, DOI 10.1111/J.1463-6409.1984.TB00041.X, lire en ligne).